# Andrea Long Chu
Pour les articles homonymes, voir Chu.
Andrea Long Chu (chinois simplifié : 朱华敏, pinyin : Zhūhuámǐn) est une écrivaine et critique américaine, née en 1992 à Chapel Hill, en Caroline du Nord.
Chu écrit pour des journaux telles que le magazine littéraire N+1 (en) et le New York Times, ainsi que pour diverses revues universitaires, notamment  Transgender Studies Quarterly. Femme transgenre, elle marque les esprits lors de la publication en 2018 de son essai On Liking Women. Elle publie son premier livre, intitulé Females, en 2019, chez l'éditeur Verso Books. À sa sortie, cet ouvrage est finaliste pour le Lambda Literary Award, qui récompense les livres ayant un lien avec la communauté LGBT. En 2021, elle rejoint l'équipe du magazine New York en tant que critique littéraire. Andrea Chu se voit décerner en 2023 le prix Pulitzer de la critique (en).

## Biographie

### Enfance et études
Andrea Long Chu est née en 1992 à Chapel Hill, en Caroline du Nord, de parents encore étudiants au moment de sa naissance. Son père a des origines chinoises.
Quelques années plus tard, Chu et sa famille déménagent à Asheville. Même si elle a décrit Asheville comme un « endroit très hippie », Chu déclare avoir « été élevée dans une certaine chrétienté ». Elle fréquente une petite école confessionnelle et sa famille appartient à une église presbytérienne conservatrice. Chu décrit son enfance comme « saturée » de christianisme.
Chu est titulaire d'un diplôme de premier cycle universitaire en littérature de l'Université Duke, où elle signe en 2013 ses premières tribunes dans les médias étudiants de sa faculté sous le nom d'Andy Chu.
Andrea Chu a par ailleurs obtenu une maîtrise en littérature comparée à l'Université de New York,.

### Carrière professionnelle
Andrea Chu commence sa carrière professionnelle en écrivant des articles pour The New Yorker, Bookforum (en), N+1 (en) et dans d'autres revues. En 2018, elle s'exprime sur sa transition de genre dans le New York Times, en écrivant un article d'opinion intitulé Mon nouveau vagin ne me rendra pas heureuse et se fait remarquer dans N+1 avec l'essai On liking Women.
Elle publie son premier livre, Females en 2019 chez Verso Books. Le livre est sélectionné comme finaliste pour le Lambda Literary Award, dans la catégorie livres de non-fiction transgenre,. Cet ouvrage a été traduit en français en 2021 et publié par les éditions Premier Degré.

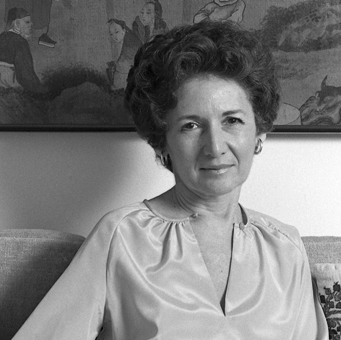
Ada Louise Huxtable, première femme à avoir travaillé comme critique à temps plein pour un journal américain, gagne le 1er prix Pulitzer de la critique en 1970.

Depuis 2021, Chu est critique littéraire pour le bimensuel culturel New York. Elle y rédige des critiques de livres, dont ceux de Maggie Nelson, Octavia Butler, Hanya Yanagihara et  Ottessa Moshfegh. En 2021, elle publie un profil complet sur l'écrivain et mannequin Emily Ratajkowski pour le magazine New York, et  entretient depuis une amitié avec cette actrice.
Après ses consœurs Ada Louise Huxtable (1970), Emily Genauer (1974) ou plus récemment, l'activiste féministe Salamishah Tillet (en) (2022), elle remporte, en 2023, le prix Pulitzer pour ses critiques littéraires, ce qui fait d'elle la onzième lauréate parmi les 54 récipiendaires de ce prix . Andréa Long Chu devance ainsi, en 2023, la critique gastronomique afro-américaine Lindsay C. Green et Jason Farago, journaliste au New-York Times et ancien contributeur sur Artforum, qui s'est fait remarquer pour son travail sur la place de l'art dans la guerre d'Ukraine, tous deux nommés dans la même catégorie,.

### Vie privée
Dans une interview pour le New York City Trans Oral History Project, Chu a déclaré entretenir une relation avec une « merveilleuse femme cis » qui lui a été d'un grand secours lors de la préparation de sa chirurgie de réassignation sexuelle. En parlant de cette relation, elle a déclaré : « [l]'hétérosexualité est tellement mieux quand il n'y a pas d'hommes dans l'équation ».

## Réception de ses publications

### Son essaiOn Liking Women (2018)
En 2018, Chu a publié « On Liking Women » dans le magazine N+1, un essai dans lequel elle examine sa propre transition de genre, parle de sa fascination pour le SCUM Manifesto de Valerie Solanas et confronte son ressenti sur sa transition de genre avec les affirmations de la pensée féministe. Dans son essai, Chu écrit : « La vérité est que je n'ai jamais été capable de faire la différence entre aimer les femmes et vouloir être comme elles ».
L'écrivain Sandy Stone fait l'éloge de cet essai et déclare que ce texte a lancé « la deuxième vague » d'études trans.
La professeure de littérature anglaise Mareile Pfannebecker décrit dans la Long Read Review de la London School of Economics « l'audace admirable » d'Andrea Chu, soulignant avec quelle efficacité elle « fait valoir que l'expérience de genre des femmes trans comme elle ne repose pas sur l'identité mais sur le désir ».
Dans la London Review of Books, la philosophe du féminisme Amia Srinivasan dit de cet essai : « comme Chu le sait bien, [ce texte] menace de renforcer l'argument avancé par les féministes anti-trans : selon lequel les femmes trans assimilent et confondent le fait d'être une femme avec les atours de la féminité traditionnelle et renforcent ainsi le pouvoir du patriarcat ».
L'écrivain et chercheur communiste Noah Zazanis, écrivant pour le magazine en ligne The New Inquiry (en), exprime lui-aussi des réserves sur On Liking Women. Il suggère que cet essai aurait de mauvaises conséquences pour les hommes trans : « les liens que Chu établit entre la transition trans-féminine et le lesbianisme politique sont parallèles à un récit fréquemment utilisé pour condamner le désir des hommes trans de transitionner ». Et il demande : « Que devons-nous penser de la décision de devenir un homme ? »

### Son livreFemelles(2021 pour l'édition en français)
Andrea Long Chu s'est fait connaître en France en 2021, au moment de la traduction de son livre Females. Il a été perçu par certains critiques comme une analyse détaillée des approches freudiennes permettant de « déconstruire une théorie très binaire et datée » et de démonter l'argumentation féministe radicale. Pour Diacritik, le caractère polémique du livre d'Andrea Chu va « énerver tout le monde, non seulement la ribambelle habituelle des réac’, mais aussi  des gen·te·s très bien », en défendant une « femellité universelle ». Idem pour Victoria Smith, the The Critic, qui souligne que les stéréotypes de genre sont parfois tout à fait admis mais pas acceptés de la même manière pour tout le monde.
Lors de la parution du livre en version anglaise, en 2019, La poétesse et essayiste Kay Gabriel (en) a comparé les propos de Chu à ceux de Jacques Lacan et écrit dans son commentaire de l'ouvrage que « Chu revendique ce qu'elle appelle une condition ontologique ou existentielle. Selon elle, le fait d'être une femme est une position d'assujeti. » Elle conclut qu'Andrea Chu donne l'impression de souscrire « aux thèses douteuses du féminisme dit radical » des théoriciennes anti-trans Janice Raymond et l'avocate Catharine MacKinnon, tout en déclarant que ce qu'elle a écrit est indéfendable et qu'il ne faut pas la prendre pas au sérieux. Cet essai d'Andrea Long Chu est également étudié par des universitaires non anglo-saxons. Ainsi, le croate Andrija Koštal soutient que cet essai d'Andrea Chu explique non seulement « le rôle joué par le désir [..] dans le processus de transition de genre, mais aussi dans la formation du genre en tant que tel ». Selon lui, en l'adossant  à la théorie du désir formulée de Jacques Lacan, il nous offre un exemple du rôle joué par le désir « dans divers phénomènes de l'expérience humaine, dans lesquels nous ne le chercherions peut-être pas autrement ».
Les essais d'Andrea long Chu ont également attiré l'attention du magazine juif conservateur en ligne Tablet. Son chroniqueur Blake Smith retrace une biographie de Chu depuis ses débuts dans les médias étudiants, dont une de ses premières tribunes de 2013 intitulée I am a Racist et divers avis postés sur la blog de l'université de Duke. L'ensemble de ses publications étant signées Andy Chu, Blake Smith conclut que Chu se détestait en homme et avait pour but de « tuer Andy ». Il fait un parallèle avec Valérie Solanas qui a tenté, en 1968, d'assassiner Andy Warhol.

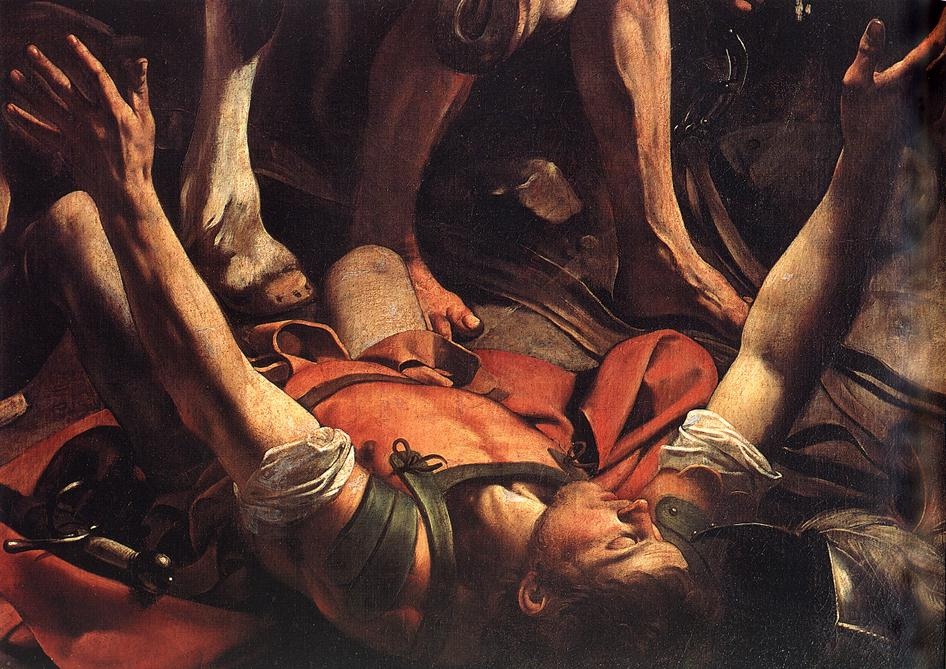
La Conversion de Paul sur la route de Damas (détail) peinte par Le Caravage (1571–1610)

Blake Smith pense, par ailleurs, que son sentiment de culpabilité vis-à-vis de l'acte sexuel lui vient du milieu religieux puritain dont elle est issue et serait à l'origine de son désir de féminité. Il compare la transition d'Andrea Long Chu, inspirée par la pornographie, à la conversion de Paul de Tarse, inspirée par le Christ, tous deux aspirant à devenir « une nouvelle personne ». De la même façon, il parle de l'« auto-orientalisation » d'Andrea long Chu dans ses essais ultérieurs dont China Brain (2021) et The Mixed Asian Metaphor (2022) où cette autrice qui est « aux trois-quarts blanche met en scène son ascendance asiatique [...] motivée par [l']envie [...] de faire partie d'un groupe. »

### Son travail comme critique littéraire
Andrea Chu est récompensée, en 2023, d'un prix Pulitzer de la critique pour « des critiques de livres qui scrutent les auteurs ainsi que leurs œuvres, en utilisant de multiples lentilles culturelles pour explorer certains des sujets les plus délicats de la société ». Robert Peter Clark, enseignant à l'institut de journalisme Poynter, qualifie ce prix du plus scandaleux des prix Pulitzer de la critique. Il ajoute que « Son long examen proctologique de l'œuvre de Moshfegh [...] fait passer des œuvres interdites comme Lolita pour un pique-nique d'école du dimanche ».
David Haskell, le rédacteur en chef du magazine New York, pour lequel Andrea Chu travaille au moment de la remise de ce prix, note également la profondeur de ses critiques sur lesquelles « on continue de cogiter plusieurs heures après en avoir achevé la lecture ».

## Publications

### Traductions en français

#### Livres
- Femelles [« Females »] (trad. Clément Braun-Villeneuve), Paris, Premier degré, 2021, 119 p. (ISBN 978-2-9565605-3-1, EAN 9782956560531, BNF 46736853, présentation en ligne)

#### Articles
- « The Pink », n+one, Issue 34, Spring 2019 [lire en ligne] ; « Le rose. Et un joyeux nouveau vagin » (trad. Emma Bigé) Trou noir, 28 mai 2020 [lire en ligne]

### Critiques littéraires (sélection)

#### Critiques de 2022 - prix Pulitzer
- (en-US) « Misreading Octavia Butler », sur Vulture, 21 novembre 2022 (consulté le 18 septembre 2023)
- (en) Andrea Long Chu, « The Velveteen Rabbit Was Always More Than a Children’s Book », sur Vulture, 8 novembre 2022 (consulté le 21 septembre 2023)
- (en) Andrea Long Chu, « Ottessa Moshfegh Is Praying for Us », sur Vulture, 16 juin 2022 (consulté le 21 septembre 2023)
- (en) Andrea Long Chu, « Hanya’s Boys », sur Vulture, 12 janvier 2022 (consulté le 21 septembre 2023)

#### Autres critiques d'auteurs notoires
- (en) Andrea Long Chu, « You’ve Heard This One Before », Critique du recueil de poèmes De la liberté : Quatre chants sur le soin et la contrainte, de Maggie Nelson (2022 pour la traduction française :  (ISBN 978-2-36468-547-5), sur Vulture, 7 septembre 2021 (consulté le 21 septembre 2023)
- (en-US) Andrea Long Chu, « Let's go lesbians », Critique de la vision féministe lesbienne radicale de Jill Johnston et de son essai Lesbian Lesbian Nation (1970), sur Artforum, 1er juin 2019 (consulté le 21 septembre 2023)
- (en-US) « Psycho Analysis : Bret Easton Ellis rages against the decline of American culture », Critique du livre White de Bret Easton Ellis,  (ISBN 978-2-221-24117-2), sur www.bookforum.com, 1er avril 2019 (consulté le 19 septembre 2023)

### Critiques de films et séries (sélection)
- (en) Andrea Long Chu, « The Last of Us Is Not a Video-Game Adaptation », Critique de la  série post-apocalyptique inspirée du jeu vidéo  éponyme, sur Vulture, 9 février 2023 (consulté le 21 septembre 2023)
- (en-US) Andrea Long Chu, « Colette : Zut! A biopic about the iconic French writer is strenuously woke but sapphically lite. », Critique du biopic sur l'autrice Colette de Wash Westmoreland, sur 4columns.org, 21 septembre 2018 (consulté le 19 septembre 2023)
- (en-US) Andrea Long Chu, « Buffy's Silent Episode Was an Elegy for Its Gays », Critique de la série télévisée Buffy contre les vampires (saison 4), sur Autostraddle, 10 septembre 2018 (consulté le 21 septembre 2023)

### Autres articles (sélection)
- (en) « The Mixed Metaphor », sur Vulture, 27 septembre 2022 (consulté le 27 septembre 2023)
- (en-US) « China Brain », N+1 (en),‎ automne 2021, p. 29-45 (ISSN 1549-0033)
- (en-US) « The Impossibility of Feminism », Differences, vol. 30, no 1,‎ 1er mai 2019, p. 63–81 (ISSN 1040-7391 et 1527-1986, DOI 10.1215/10407391-7481232, lire en ligne, consulté le 27 septembre 2023)
- (en) Andrea Long Chu et Emmet Harsin Drager, « After Trans Studies », sur read.dukeupress.edu, Transgender Studies Quarterly, 1er février 2019 (ISSN 2328-9260, DOI 10.1215/23289252-7253524, consulté le 24 septembre 2023)
- (en-US) Andrea Long Chu, « Opinion | My New Vagina Won’t Make Me Happy », The New York Times,‎ 24 novembre 2018 (ISSN 0362-4331, lire en ligne, consulté le 27 septembre 2023)
- (en-US) « On Liking Women », sur n+1, 29 novembre 2018 (consulté le 27 septembre 2023)
- (en) « Black Infinity: Slavery and Freedom in Hegel's Africa », The Journal of Speculative Philosophy, vol. 32, no 3,‎ 30 septembre 2018, p. 414–425 (ISSN 0891-625X, DOI 10.5325/jspecphil.32.3.0414, lire en ligne, consulté le 27 septembre 2023)